# Ioan Lucian Hămbășan
Ioan Lucian Hămbășan (ur. 11 stycznia 1976 w Sybinie) – rumuński polityk, w 2009 deputowany do Parlamentu Europejskiego VI kadencji.

## Życiorys
W 1999 ukończył studia z zakresu turystyki na Wydziale Nauk Ekonomicznych Uniwersytetu Babeș-Bolyai w Klużu-Napoce.
Pracował jako referent w agencji turystycznej, później był ekonomistą w firmie logistycznej, następnie zajmował kierownicze stanowiska w przedsiębiorstwach handlowych i przemysłowych. Od 2001 do 2004 kierował organizacją młodzieżową Partii Demokratycznej w Sybinie. W latach 2005–2008 zasiadał w radzie okręgu Sybin.
W wyborach w 2007 kandydował z listy PD (ugrupowanie przemianowano następnie na Partię Demokratyczno-Liberalną) do Parlamentu Europejskiego. Mandat poselski objął w marcu 2009. W PE był członkiem grupy chadeckiej, Komisji Rynku Wewnętrznego i Ochrony Konsumentów oraz wiceprzewodniczącym Podkomisji Bezpieczeństwa i Obrony. Kadencję zakończył w lipcu 2009. Powrócił do pracy w sektorze prywatnym jako główny menedżer w firmie doradczej.